# Capacitat d'absorció de radicals d'oxigen
La capacitat d'absorció de radicals d'oxigen (pels acrònims en català: CARO; i en anglès: Oxygen radical absorbance capacity — ORAC) és un mètode de mesura de la capacitat antioxidant en mostres biològiques In vitro.
Una àmplia varietat d'aliments han sigut provats mitjançant el mètode d'absorció de radicals d'oxigen, amb espècies, fruites i llegums amb alta qualificació. Tampoc existeix cap prova fisiològica In vivo que provi com a vàlida la teoria dels radicals lliures. I, en conseqüència, el mètode CARO, el qual deriva únicament d'experiments en tubs d'assaig, actualment no se li pot considerar com a quelcom rellevant per a la dieta humana o per a la biologia.